# Песчаное (Белопольский район)
Песчаное (укр. Піщане) — село,
Бобрикский сельский совет,
Белопольский район,
Сумская область,
Украина.
Код КОАТУУ — 5920681002. Население по переписи 2001 года составляло 59 человек .

## Географическое положение
Село Песчаное находится между реками Бобрик и Терн (4-5 км).
На расстоянии в 1 км расположено село Руда.
Рядом проходит автомобильная дорога Т-2504.

## Религия
- Свято-Николаевская церковь.